# Олипски канал
Олипски канал је морски канал у Јадранском мору. Добио је име по острву Олиб. Пролази између острва Олиб, које га ограничава са источне стране, и острва Силба, са којим се граничи са западне стране. Канал се пружа у правцу север - југ.
Према северозападу се упловљава у Кварнерићка врата. Завршава се на северу чим се прође острво Моровник. На југу нема праве природне границе и сусреће се са Силбанским каналом. 